# Godzilla (serie animata)
Godzilla è una serie televisiva animata giapponese-statunitense prodotta da Hanna-Barbera e dalla Toho nel 1978, la serie è un adattamento animato sui film su Godzilla. La sigla italiana è cantata da Nico Fidenco, incisa sul singolo Fantasupermega/Godzilla - Gudzuki - Godzilla. Nella serie è introdotto il personaggio di Godzuky, un piccolo Godzilla combinaguai.

## Personaggi
- Godzilla
- Godzuky
- Pete
- Capitan Majors
- Brock
- Quinn

## Stagioni

### Stagione 1 (1978)
| nº | Titolo italiano    | Titolo inglese                 | Prima TV USA      | Prima TV Italia |
| -- | ------------------ | ------------------------------ | ----------------- | --------------- |
| 1  | L'uccello di fuoco | The Fire Bird                  | 9 settembre 1978  |                 |
| 2  | Il Divoraterra     | The Eartheater                 | 16 settembre 1978 |                 |
| 3  |                    | Attack of the Stone Creature   | 23 settembre 1978 |                 |
| 4  |                    | The Megavolt Monster           | 30 settembre 1978 |                 |
| 5  | L'alga mostruosa   | The Seaweed Monster            | 7 ottobre 1978    |                 |
| 6  |                    | The Energy Beast               | 14 ottobre 1978   |                 |
| 7  |                    | The Colossus of Atlantis       | 21 ottobre 1978   |                 |
| 8  |                    | The Horror of Forgotten Island | 28 ottobre 1978   |                 |
| 9  |                    | Island of Lost Ships           | 4 novembre 1978   |                 |
| 10 |                    | The Magnetic Terror            | 11 novembre 1978  |                 |
| 11 |                    | The Breeder Beast              | 18 novembre 1978  |                 |
| 12 |                    | The Sub-Zero Terror            | 25 novembre 1978  |                 |
| 13 |                    | The Time Dragons               | 2 dicembre 1978   |                 |

### Stagione 2 (1979)
| nº | Titolo italiano | Titolo inglese            | Prima TV USA      | Prima TV Italia |
| -- | --------------- | ------------------------- | ----------------- | --------------- |
| 14 |                 | Calico Clones             | 15 settembre 1979 |                 |
| 15 |                 | MicroGodzilla             | 22 settembre 1979 |                 |
| 16 |                 | Ghost Ship                | 29 settembre 1979 |                 |
| 17 |                 | The Beast of Storm Island | 6 ottobre 1979    |                 |
| 18 |                 | The City in the Clouds    | 13 ottobre 1979   |                 |
| 19 |                 | The Cyborg Whale          | 20 ottobre 1979   |                 |
| 20 |                 | Valley of the Giants      | 27 ottobre 1979   |                 |
| 21 |                 | Moonlode                  | 3 novembre 1979   |                 |
| 22 |                 | The Golden Guardians      | 10 novembre 1979  |                 |
| 23 |                 | The Macro-Beasts          | 17 novembre 1979  |                 |
| 24 |                 | Pacific Peril             | 24 novembre 1979  |                 |
| 25 |                 | Island of Doom            | 1º dicembre 1979  |                 |
| 26 |                 | The Deadly Asteroid       | 8 dicembre 1979   |                 |